# 94E busz (Szeged)
A szegedi 94E jelzésű autóbusz a Széchenyi tér (Kelemen utca) és Kecskés telep, Bódi Vera utca között közlekedik. A járat jellemzően csütörtöktől vasárnap hajnalig közlekedik, a Széchenyi térre csak két hétvégi menet érkezik vissza. A viszonylatot a Volánbusz Zrt. üzemelteti. Közlekedése jelenleg szünetel.

## Története
2019. május 16-án üzemideje kibővült, csütörtöktől vasárnapig közlekedik, hétvégén a korábbi egy helyett három indulással. A hétvégi egy és kétórai menetek visszatérnek a Széchenyi térre.

## Megállóhelyei
| 0  | Széchenyi tér (Kelemen utca) végállomás  | 8 | 91E, 92E, 93E |
| 2  | Dugonics tér (Tisza Lajos körút)         | 6 |               |
| 3  | Honvéd tér (Tisza Lajos körút)           | ∫ |               |
| 4  | Ságvári Gimnázium – SZTK                 | ∫ |               |
| 5  | Bécsi körút                              | ∫ |               |
| 6  | Szent Ferenc utca                        | ∫ |               |
| 8  | Dobó utca                                | ∫ |               |
| 9  | Sárkány utca                             | ∫ |               |
| 10 | Vadkerti tér                             | ∫ |               |
| ∫  | Földváry utca                            | 5 |               |
| ∫  | Moszkvai körút                           | 4 |               |
| ∫  | Rákóczi utca (Vám tér)                   | 3 |               |
| ∫  | Szalámigyár                              | 2 |               |
| 13 | Kecskés telep, Gera Sándor utca          | 1 |               |
| 14 | Kecskés telep, Bódi Vera utca végállomás | 0 |               |